# Shigetsugu Yoshida
Shigetsugu Yoshida (jap. 吉田しげつぐ Yoshida Shigetsugu; eigentlich 吉田茂承 Yoshida Shigetsugu; * 25. Oktober 1931 in Shimonoseki, Präfektur Yamaguchi, Japan) ist ein japanischer Regisseur und Animator.

## Leben
Shigetsugu Yoshida ging nach dem Abschluss der Oberschule nach Tokio. 1959 trat er dort dem Animationsstudio Toei Animation bei und arbeitete für dieses zum Beispiel an der Animation des Zeichentrickfilmes Saiyūki (1960), bei dem Osamu Tezuka Regie führte.
1969 kündigte er bei Toei und ging zu Shin'ei Doga und Tokyo Movie Shinsha. Bei diesen beiden Studios arbeitete er auch erstmals als Regisseur einzelner Episoden. Mit anderen Regisseuren gemeinsam realisierte er beispielsweise Ore wa Teppei (1977) und Akai Tori no Kokoro (1979) sowie einige Lupin III-Serien. Als alleiniger Regisseur fungierte er bei den Serien Hallo Kurt! (1981), Tonde Mon Pe (1982) und Georgie (1983) sowie beim Hallo-Kurt!-Kinofilm.

## Filmografie
- 1960: Saiyuki (西遊記)
- 1968–1971: Kyojin no Hoshi (巨人の星, Fernsehserie)
- 1973–1974: Kōya no Shōnen Isamu (荒野の少年イサム, Fernsehserie)
- 1974–1976: Hajime Ningen Gyatoruz (はじめ人間 ギャートルズ, Fernsehserie)
- 1975: Ganba no Bōken (ガンバの冒険, Fernsehserie, 4 Folgen)
- 1977: Sōgen no Ko Tenguri (草原の子テングリ)
- 1978: Ikkyū-san (一球さん, Fernsehserie)
- 1979: Akai Tori no Kokoro (赤い鳥の心, Fernsehserie)
- 1979–1980: Lupin III.: Part 2 (ルパン三世, Rupan Sansei, Fernsehserie, 13 Folgen)
- 1979: Das Schloss des Cagliostro (ルパン三世 カリオストロの城, Rupan Sansei: Kariosutoro no Shiro)
- 1980: Nijūshi no Hitomi (二十四の瞳)
- 1981–1982: Hallo Kurt! (おはよう！スパンク, Ohayō! Supanku, Fernsehserie)
- 1982: Ohayō! Supanku (おはよう！スパンク)
- 1982–1983: Tonde Mon Pe (とんでモン・ぺ, Fernsehserie)
- 1983–1984: Georgie (レディジョージィ, Lady Georgie, Fernsehserie)
- 1984: Lupin III.: Part III (ルパン三世 PARTIII, Rupan Sansei Pāto Surī, Fernsehserie, 2 Folgen)
- 1984: Heathcliff und Riff Raff (Heathcliff, Fernsehserie, 8 Folgen)
- 1985: Rupan sansei: Babiron no Ōgon Densetsu (ルパン三世　バビロンの黄金伝説)
- 1986: Regina Regenbogen (Rainbow Brite, Fernsehserie, 8 Folgen)
- 1990: Sophie und Virginie (Sophie et Virginie, Fernsehserie)
- 1991: Reporter Blues (レポーターブルース, Fernsehserie)